# Liste der Baudenkmale in Neupetershain
In der Liste der Baudenkmale in Neupetershain sind alle Baudenkmale der brandenburgischen Gemeinde Neupetershain und ihrer Ortsteile aufgelistet. Grundlage ist die Veröffentlichung der Landesdenkmalliste mit dem Stand vom 31. Dezember 2020. Die Bodendenkmale sind in der Liste der Bodendenkmale in Neupetershain aufgeführt.

## Baudenkmale in den Ortsteilen
In den Spalten befinden sich folgende Informationen:
- ID-Nr.: Die Nummer wird vom Brandenburgischen Landesamt für Denkmalpflege vergeben. Ein Link hinter der Nummer führt zum Eintrag über das Denkmal in der Denkmaldatenbank. In dieser Spalte kann sich zusätzlich das Wort Wikidata befinden, der entsprechende Link führt zu Angaben zu diesem Denkmal bei Wikidata.
- Lage: die Adresse des Denkmales und die geographischen Koordinaten. Link zu einem Kartenansichtstool, um Koordinaten zu setzen. In der Kartenansicht sind Denkmale ohne Koordinaten mit einem roten beziehungsweise orangen Marker dargestellt und können in der Karte gesetzt werden. Denkmale ohne Bild sind mit einem blauen bzw. roten Marker gekennzeichnet, Denkmale mit Bild mit einem grünen beziehungsweise orangen Marker.
- Bezeichnung: Bezeichnung in den offiziellen Listen des Brandenburgischen Landesamtes für Denkmalpflege. Ein Link hinter der Bezeichnung führt zum Wikipedia-Artikel über das Denkmal.
- Beschreibung: die Beschreibung des Denkmales
- Bild: ein Bild des Denkmales und gegebenenfalls einen Link zu weiteren Fotos des Baudenkmals im Medienarchiv Wikimedia Commons

### Geisendorf(Gižkojce)
| ID-Nr.            | Lage                | Bezeichnung | Beschreibung | Bild           |
| ----------------- | ------------------- | ----------- | --- | -------------- |
| 09120120 Wikidata | Jahnstraße 7 (Lage) | Herrenhaus  | Das ehemalige Herrenhaus wurde wahrscheinlich Ende des 17. Jahrhunderts erbaut. Um 1800 wurde das Haus im Stil des Klassismus umgebaut. Es ist ein zweigeschossiger Bau mit neun Achsen. Das Dach ist ein Krüppelwalmdach mit Fledermausgauben. | weitere Bilder |

### Neupetershain(Nowe Wiki)
| ID-Nr.            | Lage                        | Bezeichnung                                                | Beschreibung | Bild                                            |
| ----------------- | --------------------------- | ---------------------------------------------------------- | --- | ----------------------------------------------- |
| 09120869 Wikidata | Bahnhofstraße 18 (Lage)     | Bahnsteiganlage mit Bahnsteigüberdachung und Zugangstunnel | | weitere Bilder                                  |
| 09120401 Wikidata | Spremberger Straße 1 (Lage) | Villa Kurt Putzler mit Einfriedung                         | Datiert wird die Villa auf das Jahr 1926. Dabei handelt es sich um ein eingeschossiges Gebäude mit Mansarddach und Schopfwalm.                                        | weitere Bilder                                  |
| 09120309 Wikidata | Spremberger Straße 2 (Lage) | Villa mit straßenseitiger Einfriedung                      | Datiert wird die Villa auf das Jahr 1895. Dabei handelt es sich um ein ein- und zweigeschossiges Gebäude.                                                             | Villa mit straßenseitiger Einfriedung           |
| 09120402 Wikidata | Steinitzer Straße 2 (Lage)  | Villa Martin Putzler mit Einfriedung                       | Datiert wird die Villa auf das Jahr 1926. Dabei handelt es sich um ein eingeschossiges Gebäude mit Walmdach. Erbaut nach einem Entwurf des Architekten Werner Müller. | Villa Martin Putzler mit Einfriedung            |
| 09120278 Wikidata | Wittmannstraße 31 (Lage)    | Villa mit Garten (ehemaliges St.-Barbara-Stift)            | Datiert wird die Villa auf die Jahre 1925 bis 1927. Dabei handelt es sich um einen zweigeschossiges Ziegelbau mit Walmdach.                                           | Villa mit Garten (ehemaliges St.-Barbara-Stift) |

### Neupetershain-Nord
| ID-Nr.            | Lage                      | Bezeichnung                                                       | Beschreibung | Bild                                                              |
| ----------------- | ------------------------- | ----------------------------------------------------------------- | --- | ----------------------------------------------------------------- |
| 09120119 Wikidata | (Lage)                    | Dorfkirche                                                        | Die evangelische Kirche liegt in einem großen Kirchhof. Das Baujahr liegt wahrscheinlich im 13. Jahrhundert. Der Altar stammt aus der Zeit um 1700.            | weitere Bilder                                                    |
| 09120299 Wikidata | Cottbuser Straße 1 (Lage) | Gehöft mit Wohnhaus, Stallspeicher, Waschküche und Hofpflasterung | Datiert wird das Gehöft auf die zweite Hälfte des 18. Jahrhunderts. Dabei handelt es sich beim Wohnhaus um ein eingeschossiges Fachwerkgebäude mit Satteldach. | Gehöft mit Wohnhaus, Stallspeicher, Waschküche und Hofpflasterung |
| 09120501 Wikidata | Lindenstraße (Lage)       | Spritzenhaus                                                      | Datiert wird das Gebäude auf die Zeit um 1850. Dabei handelt es sich um einen eingeschossigen Feldsteinbau mit Satteldach.                                     | BW                                                                |